# Excellence 1948-1949
La Excellence 1948-1949 è stata la 27ª edizione del massimo campionato francese di pallacanestro maschile. La vittoria finale è stata ad appannaggio dell'ASVEL.

## Risultati
| Excellence 1948-1949 |
| -------------------- |
| ASVEL 1º titolo      |

## Formazione vincitrice
| N° | Naz.                | Ruolo | Sportivo       |  | Alt. |  |
| -- | ------------------- | ----- | -------------- |  | ---- |  |
|    | Ungheria (bandiera) | C     | Ferenc Németh  |  |      |  |
|    | Francia (bandiera)  |       | Longchamp      |  |      |  |
|    | Francia (bandiera)  |       | Dejoannès      |  |      |  |
|    | Francia (bandiera)  | A     | André Buffière |  | 185  |  |
|    | Francia (bandiera)  |       | Fillon         |  |      |  |
|    | Francia (bandiera)  |       | Raymond Sahy   |  |      |  |
|    | Francia (bandiera)  |       | Hugonin        |  |      |  |
|    | Francia (bandiera)  |       | Serverin       |  |      |  |
|    | Francia (bandiera)  | All.  | André Buffière |  |      |  |